# Apio Claudio (cónsul 130 a. C.)
Apio Claudio  fue un político y militar romano del siglo II a. C.

## Familia
Perteneció a la rama patricia de la gens Claudia, aunque los especialistas no se ponen de acuerdo si perteneció a la familia de los Claudios Pulcros o de los Claudios Nerones. En el primer caso lo hacen hijo alternativamente de los cónsules Apio Claudio Pulcro o Publio Claudio Pulcro y en el segundo caso antepasado del triunviro de la moneda Tiberio Claudio Nerón.

## Carrera pública
Ocupó el consulado suffectus en el año 130 a. C. a la muerte del cónsul Lucio Cornelio Léntulo.